# 楽珍!スポーツ共和国
『楽珍!スポーツ共和国』（らくちん スポーツきょうわこく）は、1994年5月11日から1995年3月15日までTBS系列局で放送されていたTBS製作のスポーツバラエティ番組である。雪印グループ（雪印乳業と雪印食品）の単独提供。放送時間は毎週水曜 19:00 - 19:54 （日本標準時）。

## 概要
芸能人が様々なスポーツやスポーツイベントに参加していた番組である。後に参加対象を一般人にも広げ、主婦、赤ちゃん、禿げている人、司会の野際陽子と同年代の芸能人といった様々なテーマで募集するようになった。
司会を務めていた渡辺徹と野際陽子は、当時同系列局で放送されていた『オールスター赤面申告!ハプニング大賞』でも共演していた。

## 出演者

### 司会
- 渡辺徹
- 野際陽子

### レギュラー
- 峰竜太 (肩書きは「応援団長」)

## エンディングテーマ
- 真夏のDay-Light Dream （NUTS）
- Shining Love （中村あゆみ）

| TBS系列 水曜19:00枠                                                        | TBS系列 水曜19:00枠                                   | TBS系列 水曜19:00枠                                                 |
| 前番組                                                                     | 番組名                                                | 次番組                                                              |
| -------------------------------------------------------------------------- | ----------------------------------------------------- | ------------------------------------------------------------------- |
| ザッツ! コサキンルーの怒んないで聞いて!! （1993年10月13日 - 1994年3月9日） | 楽珍!スポーツ共和国 （1994年5月11日 - 1995年3月15日） | 世界お宝ハンティング 勝負は目利き （1995年4月19日 - 1996年2月28日） |